# Рогізка (річка)
Рогізка — річка  в Україні, у Чечельницькому  районі Вінницької області. Ліва притока  Саврані (басейн Південного  Бугу).

## Опис
Довжина річки 18 км. Формується з багатьох безіменних струмків та водойм.  Площа басейну 68,0 км².

## Розташування
Бере  початок на південному сході від Дохно. Тече переважно на південний схід через Білий Камінь, Рогізку і у Ольгополі впадає у річку Саврань, праву притоку Південного Бугу.
Річку перетинає автомобільна дорога Р54.